# Transformers – Die Rache
Transformers – Die Rache (Originaltitel: Transformers: Revenge of the Fallen, ugs: Transformers 2) ist ein US-amerikanischer Action- und Science-Fiction-Spielfilm aus dem Jahr 2009, der die Fortsetzung des Films Transformers aus dem Jahr 2007 darstellt und genau wie dieser auf den gleichnamigen Spielzeugreihen des Herstellers Hasbro basiert. Regie führte erneut Michael Bay, die menschlichen Hauptrollen werden wie schon im ersten Teil von Shia LaBeouf und Megan Fox verkörpert. In Deutschland und den Vereinigten Staaten startete der Film am 24. Juni 2009 im Verleih von Paramount Pictures und DreamWorks SKG.
Unterstützt wurde die Produktion erneut von dem Spielzeughersteller Hasbro, den Streitkräften der Vereinigten Staaten sowie zahlreichen Unternehmen, die im Gegenzug ihre Produkte mittels Produktplatzierung im Film unterbringen konnten, darunter der Fahrzeugfabrikant General Motors.
Begleitet wurde der Filmstart abermals von einer gigantischen Marketing-Kampagne, die neben den Hasbro-Spielzeugfiguren auch Comics, Bücher, Videospiele und ein Alternate Reality Game umfasste.
In den Vereinigten Staaten spielte der Film bei Produktionskosten von 200 Millionen US-Dollar an den Kinokassen 402 Millionen US-Dollar ein, weltweit 836,3 Millionen; zudem stellte Die Rache in den Vereinigten Staaten die zweiterfolgreichste DVD-Veröffentlichung des Jahres 2009 dar. Der Film gewann mehrere Scream Awards und wurde in einer Nebenkategorie für einen Oscar nominiert, gewann jedoch andererseits auch mehrere Goldene Himbeeren. Die Fortsetzung Transformers 3 kam 2011 ins Kino.

## Handlung
Die Filmhandlung setzt zwei Jahre nach dem Ende des ersten Teils ein. Die Autobots haben sich mittlerweile mit den Menschen, darunter auch Lennox und Epps, verbündet und arbeiten nunmehr in einem geheimen Einsatzkommando namens NEST zusammen, das dem Oberkommando der US-Streitkräfte untersteht, jedoch auch Soldaten aus anderen Ländern beteiligt. Offiziell hält die US-Regierung die Existenz der Transformers nach wie vor geheim. Zu Beginn des Films spürt NEST in Shanghai die beiden Decepticons Demolishor und Sideways auf und vernichtet diese. Kurz bevor er von Optimus Prime getötet wird, gibt Demolishor noch den kryptischen Hinweis, dass „The Fallen“ (englisch für Der Gefallene) wieder auferstehen wird.
Sam Witwicky bereitet sich indessen für seinen Umzug auf den College-Campus vor. Da er als Erstsemester kein Auto besitzen darf, muss er Bumblebee in der Garage seiner Eltern zurücklassen. Auch seine Freundin Mikaela, die sich das College nicht leisten kann und stattdessen in der Werkstatt ihres kurz zuvor aus dem Gefängnis entlassenen Vaters arbeitet, muss zurückbleiben. Bei der Vorbereitung für den Umzug findet Sam jedoch einen Splitter des Allspark-Würfels, der die gesamte Kücheneinrichtung in kleine Roboter verwandelt, woraufhin der übereifrige Bumblebee bei der Beseitigung der Roboter auch gleich einen Teil des Hauses zerstört. Nachdem er den Splitter berührt hat, beginnt Sam, rätselhafte Symbole zu sehen. Auf dem College angekommen lernt er seinen Mitbewohner Leo Spitz kennen, der eine Verschwörungswebseite betreibt und von der Existenz der Transformers überzeugt ist. Auf einer Party lernt Sam zudem seine Kommilitonin Alice kennen, die sogleich versucht, ihn zu verführen.
In der Zwischenzeit erhält NEST Besuch vom US-Sicherheitsberater Theodore Galloway. Dieser ist überzeugt, dass die neuen Decepticons nur deshalb zur Erde gekommen sind, weil sich die Autobots noch immer dort aufhalten. Er drängt daher diese dazu, die Erde zu verlassen. Kurz darauf schickt der Decepticon Soundwave, der einen Satelliten im Erdorbit als Versteck benutzt, seinen Lakaien Ravage auf den NEST-Stützpunkt auf Diego Garcia. Dort entwendet dieser einen weiteren Splitter des Allspark-Würfels, den Optimus Prime am Ende des ersten Teils an sich genommen hat. Daraufhin tauchen Ravage, einige der Constructicons und ein Decepticon namens „Der Doktor“ in den Laurentischen Graben hinab, wo die Überreste Megatrons am Ende des ersten Films begraben wurden, und erwecken diesen mit Hilfe des Splitters wieder zum Leben. Megatron begibt sich daraufhin zu einem Raumschiff der Decepticons auf einem der Monde des Saturn, wo sein Stellvertreter Starscream und sein Meister The Fallen auf ihn warten.
Unterdessen versucht ein Decepticon namens Wheelie, den Allspark-Splitter, den Sam in die Obhut seiner Freundin Mikaela übergeben hat, zu entwenden, wird dabei jedoch von Mikaela entdeckt und gefangen genommen. Mikaela begibt sich sogleich auf den Weg zu Sam, den sie jedoch in einer augenscheinlich verfänglichen Situation mit Alice überrascht. Alice entpuppt sich jedoch als Decepticon. Auf der Flucht werden Sam, Mikaela und Leo von den Decepticons gefangen genommen. Megatron weist den „Doktor“ an, Sam das Gehirn zu entfernen, um so an die Informationen aus dem Allspark-Splitter zu gelangen, doch die Autobots haben sie ausfindig gemacht und befreien Sam, Mikaela und Leo. Auf der Flucht wird Optimus Prime jedoch von Megatron und einigen anderen Decepticons gestellt und im Kampf getötet.
The Fallen richtet sich daraufhin in einer Fernsehansprache an die Weltöffentlichkeit und fordert die Herausgabe von Sam. Dieser versteckt sich mit Mikaela, Leo, Bumblebee und den Autobot-„Zwillingen“ und sucht schließlich Hilfe bei Leos Rivalen „Robo-Warrior“, der sich als der ehemalige „Sector 7“-Agent Seymour Simmons entpuppt. Von diesem und dem Decepticon Wheelie erhalten sie endlich einen Hinweis auf die Bedeutung der Symbole in Sams Kopf. Im Smithsonian National Air and Space Museum entdecken sie den alten Decepticon Jetfire, der jedoch laut eigener Aussage die Seiten gewechselt hat und ihnen von The Fallen berichtet. Dieser gehörte zu den ersten „Primes“, den Vorfahren Optimus Primes, die bereits im Jahre 17.000 v. Chr. auf die Erde gekommen waren und dort eine Maschine, einen sogenannten „Harvester“, errichtet hatten. Dessen Aufgabe bestand darin, Sonnen zu vernichten, um auf diese Weise Energon, die Energiequelle der Transformers, zu erschaffen. Die Primes hatten jedoch niemals die Absicht, die Sonne einer bewohnten Welt zu vernichten. The Fallen jedoch verriet aus Machtgier seine „Brüder“, die daraufhin ihr Leben opferten, um die „Matrix der Führerschaft“, den Schlüssel zur Aktivierung des Harvesters, zu verstecken. Die Symbole in Sams Kopf enthalten nun den Hinweis auf das Versteck des Harvesters sowie der Matrix.
Jetfire teleportiert sich selbst sowie Sam, Mikaela, Leo, Simmons, Bumblebee und die „Zwillinge“ nach Ägypten. Zwischen den Pyramiden von Gizeh finden sie den nächsten Hinweis und begeben sich nach Jordanien. Dort entdecken sie im Felsentempel Ad Deir das Grab der „Primes“, der Brüder von The Fallen, und dort auch die Matrix, eine Art metallener Schlüssel. Da laut Jetfire nur ein Prime The Fallen aufhalten kann, hofft Sam nun, mit Hilfe der Matrix Optimus Prime wieder zum Leben erwecken zu können, doch die Matrix zerfällt in seinen Händen zu Staub. Sam nimmt den Staub an sich, und gemeinsam machen sie sich auf den Weg zurück nach Ägypten, wohin inzwischen auch das von Simmons angeforderte NEST-Team zusammen mit dem leblosen Körper von Optimus Prime unterwegs ist.
Auf dem Weg zum vereinbarten Treffpunkt werden sie von den Decepticons angegriffen. Die Constructicons verbinden sich zu Devastator, der sogleich damit beginnt, die große Pyramide hochzuklettern, die um den Harvester herum gebaut wurde. Während sich die Autobots und NEST ein Gefecht mit den Decepticons liefern, will Megatron Sam mit Hilfe von dessen Eltern, die er in Paris hat gefangen nehmen lassen, in eine Falle locken, doch Bumblebee gelingt es, die beiden zu retten. Kurz darauf wird Sam durch einen Schuss von Megatron tödlich verletzt, doch als sich der Staub der Matrix in seiner Hand verteilt, begegnet er in einer Vision den Primes, die ihn wissen lassen, dass er dazu auserwählt wurde, die Matrix zu finden und das Leben des letzten Primes zu sichern. Sam erwacht wieder zum Leben, und der Staub in seiner Hand verwandelt sich wieder in die Matrix. Mit dieser gelingt es ihm tatsächlich, auch Optimus Prime wieder zu erwecken.
In der Zwischenzeit hat Simmons Unterstützung von dem Flugzeugträger USS John C. Stennis angefordert, der mit einer Railgun ausgestattet ist; mithilfe von dieser gelingt es, Devastator zu zerstören, kurz bevor er den Harvester in Gang setzen kann. Daraufhin entwendet The Fallen die Matrix und aktiviert damit den Harvester. Jetfire, der sich inzwischen ebenfalls ins Kampfgeschehen eingemischt hat und dabei lebensbedrohlich verletzt wurde, entreißt sich kurzerhand seinen „Spark“ und weist Optimus Prime an, die Teile seines Körpers für den Kampf gegen The Fallen zu verwenden. Ratchet und Jolt statten Optimus Prime daraufhin mit den Nachbrennern, dem Teleporter und der Hauptwaffe von Jetfire aus. Mit dieser Ausrüstung gelingt es Optimus Prime tatsächlich, den Harvester zu zerstören und anschließend The Fallen zu töten. Auf den Vorschlag Starscreams hin ergreift der schwer verwundete Megatron die Flucht.
In der Schlussszene kehren die Autobots, NEST, Sam und seine Freunde auf einem Flugzeugträger in die Vereinigten Staaten zurück.

## Hauptfiguren

### Menschen

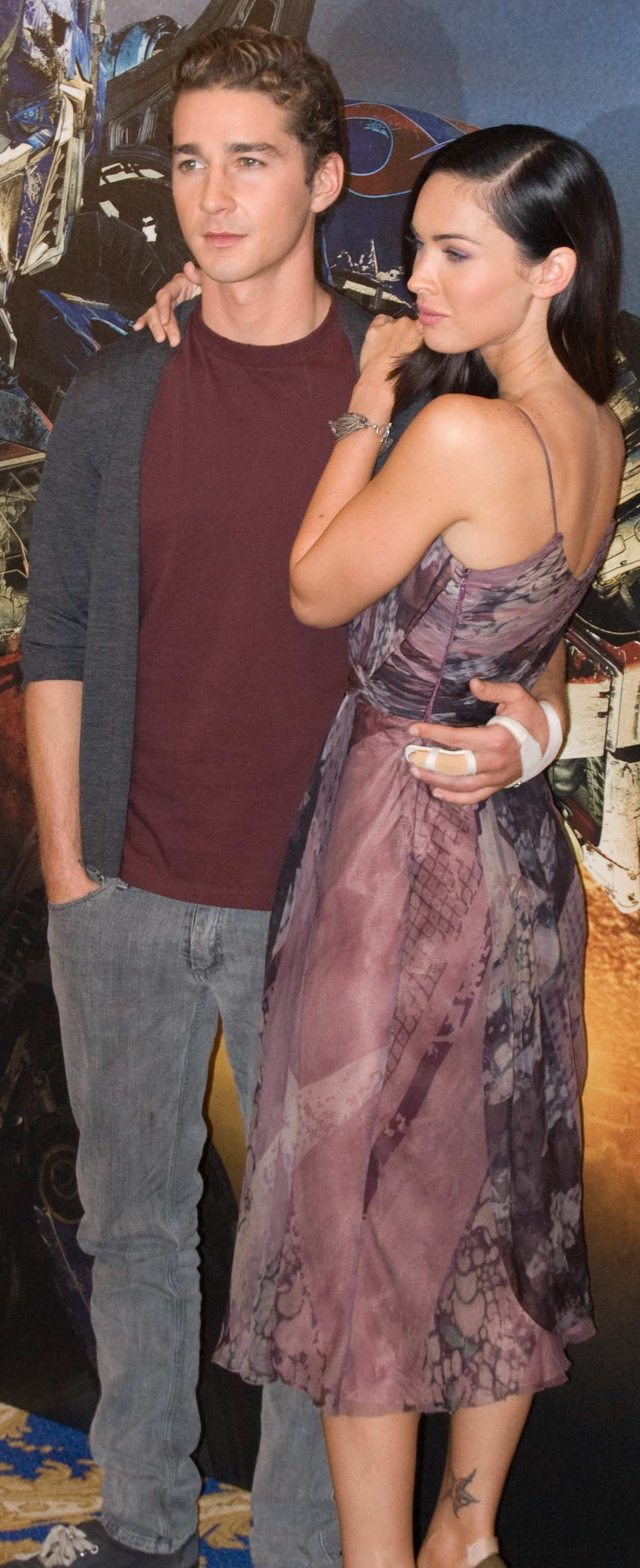
Die Hauptdarsteller Shia LaBeouf und Megan Fox auf einer Pressekonferenz in Paris.

Im Mittelpunkt der Handlung steht, wie schon im ersten Teil, der nunmehr 19-jährige College-Student Samuel James „Sam“ Witwicky (Shia LaBeouf), der sich im Verlauf des ersten Teils mit dem Autobot Bumblebee angefreundet hat. Diesmal wird Sam erneut zur Zielscheibe der Decepticons, als das Wissen des zerstörten Allspark-Würfels versehentlich in seinen Kopf übertragen wird.
Mikaela Banes (Megan Fox) wurde im Verlauf des ersten Teils zu Sams Freundin. Im Gegensatz zu Sam kann sich Mikaela keine College-Ausbildung leisten und arbeitet daher nun in der Werkstatt ihres Vaters.
Neu eingeführt wird Leonardo Ponce de Léon „Leo“ Spitz (Ramón Rodríguez), Sams Mitbewohner und Betreiber der Verschwörungs-Webseite „The Real Effing Deal“ (in der deutschen Fassung „Der hammerheiße Deal“), deren Ziel es ist, die Existenz der Transformers zu beweisen.
Sams Eltern sind Ron Witwicky (Kevin Dunn) und Judy Witwicky (Julie White). Am Ende des ersten Teils erfuhren sie von der Existenz der Transformers, halten ihr Wissen auf Wunsch der US-Regierung jedoch geheim.

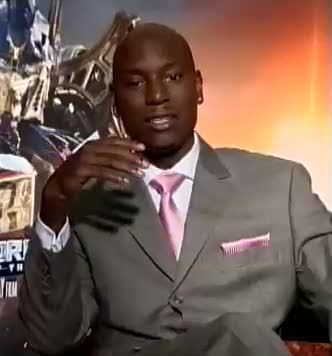
Tyrese Gibson spielt erneut den Soldaten Robert Epps.

Captain William Lennox (Josh Duhamel) von der US Army und Technical Sergeant Robert Epps (Tyrese Gibson) von der US Air Force kämpften im ersten Teil an der Seite der Autobots gegen die Decepticons. In Die Rache arbeiten sie, nunmehr in den Rang eines Majors bzw. Master Sergeants befördert, für die Organisation NEST (Nonbiological Extraterrestrial Species Team), die gemeinsam mit den Autobots weitere Angriffe der Decepticons abwehrt. Neu dabei ist Graham (Matthew Marsden) von den britischen Special Forces, der im Film jedoch nur eine Nebenrolle spielt.
Theodore Galloway (John Benjamin Hickey) ist der Sicherheitsberater der US-Regierung und steht der Allianz zwischen Autobots und Menschen kritisch gegenüber. Als uneinsichtiger Bürokrat bereitet er so Lennox, Epps und dem gesamten NEST-Team Schwierigkeiten.
General Morshower (Glenn Morshower) ist der strategische Leiter der NEST-Operation. Darsteller Glenn Morshower war bereits im ersten Teil in der Rolle des Colonel Sharp zu sehen, in Die Rache spielt er dagegen eine neue Figur, die nach ihm benannt wurde.
Seymour Simmons (John Turturro) arbeitete im ersten Film als hochrangiger Agent für die Regierungsorganisation Sector Seven. Nachdem diese am Ende des Films aufgelöst wurde, arbeitet er in Die Rache nunmehr in der Metzgerei seiner Mutter und betreibt unter dem Namen „Robo-Warrior“ die Webseite „Giant Effing Robots“, die mit Leos Seite konkurriert. Erst als Leo seinen Konkurrenten um Hilfe bittet, erfährt Sam, dass es sich bei „Robo-Warrior“ um Simmons handelt.
Eine Nebenrolle hat Professor Colan (Rainn Wilson), Sams College-Professor. Michael Bay lehnte diese Figur laut eigener Aussage an einen seiner eigenen Ausbilder an, der Gerüchten zufolge Studentinnen verführt haben soll.
Für keine der neu eingeführten Figuren gibt es ein Vorbild in früheren Transformers-Serien.

### Autobots

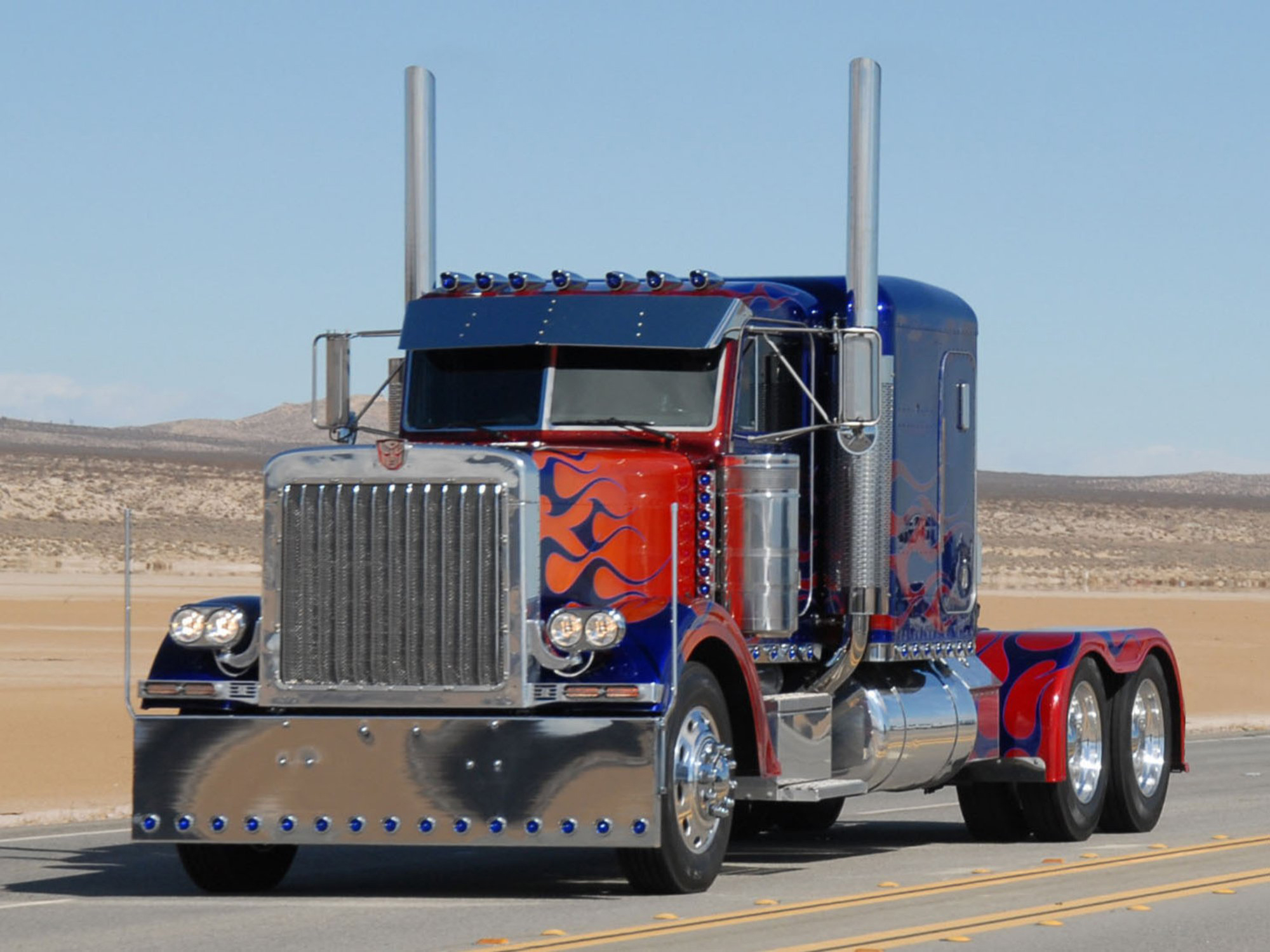
Die Fahrzeugform von Optimus Prime, ein Peterbilt 379, änderte sich gegenüber dem ersten Film kaum.

Anführer der Autobots ist wie schon im ersten Teil Optimus Prime, der die Freiheit als das Recht aller empfindenden Wesen betrachtet. Genau wie im ersten Teil verwandelt er sich auch in der Fortsetzung wieder in einen Langhauber-Sattelzug, einen Peterbilt 379. Im Verlauf des Films „stirbt“ Optimus, wird jedoch am Ende wieder zum Leben erweckt, was in den verschiedenen Transformers-Serien schon häufig in ähnlicher Form geschah.
Bumblebee ist nach wie vor Sams Beschützer. Im Widerspruch zum ersten Film, an dessen Ende er seine Fähigkeit zu sprechen wiedererlangte, kommuniziert er in Die Rache wieder über sein Autoradio und maschinelle Laute. Die Begleitcomics von IDW Publishing versuchen, dies mit einer abermaligen Kampfverletzung zu erklären, im Film selbst wird der Widerspruch dagegen nicht direkt angesprochen. Wie schon im ersten Teil verwandelt sich Bumblebee in einen Chevrolet Camaro, in Die Rache nunmehr in das 2009er-Serienmodell.

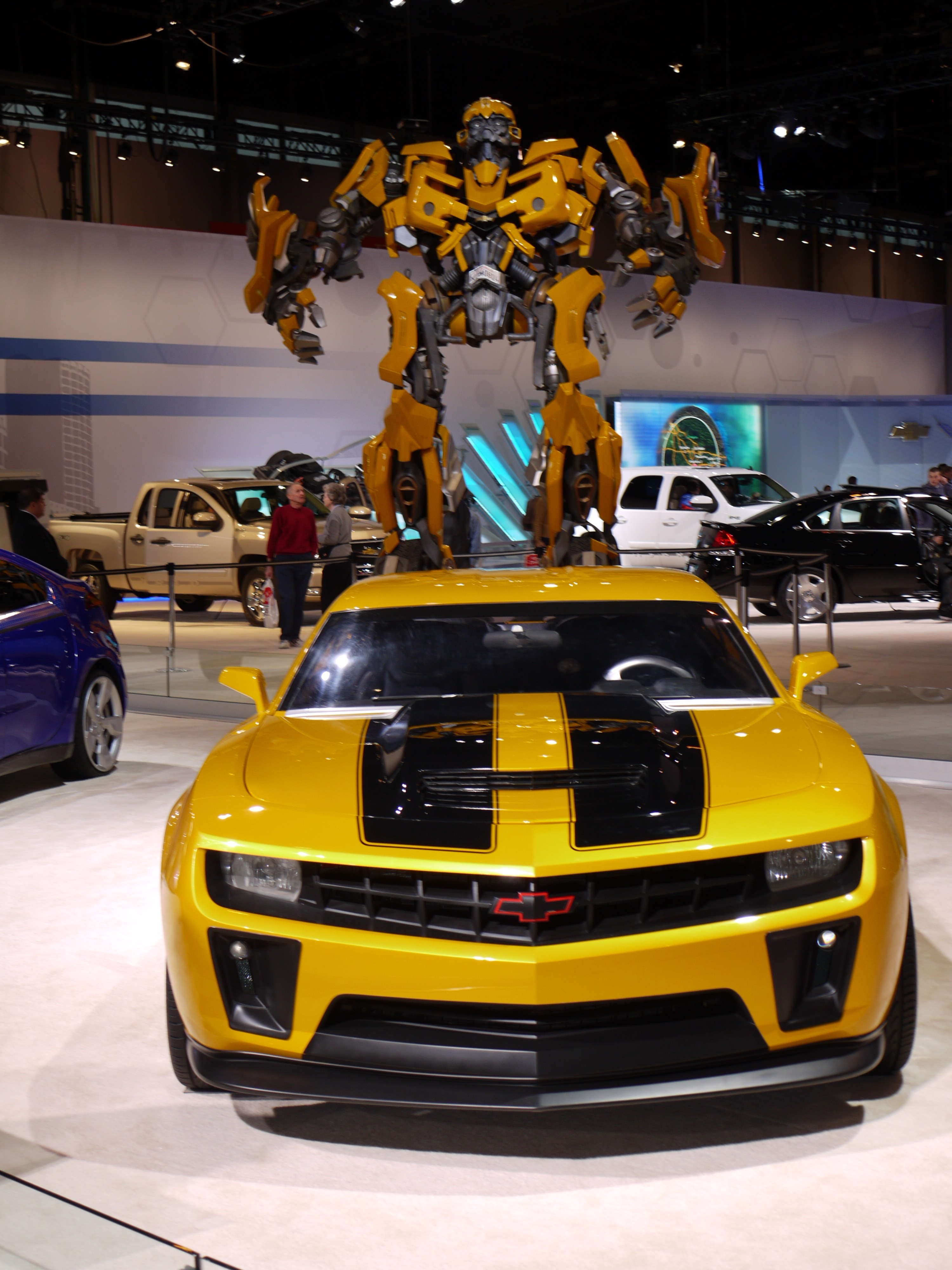
Der Bumblebee-Camaro aus Die Rache auf der Chicago Auto Show 2009, im Hintergrund eine Attrappe seiner Roboter-Form, die auch für den Film verwendet wurde, am linken Bildrand der Chevrolet Volt, die Fahrzeugform des Autobots Jolt.

Ironhide, Optimus Primes Waffenexperte, verwandelt sich in einen schwarzen GMC Topkick-Pickup.
Ratchet, der Chefarzt der Autobots, verwandelt sich in einen modifizierten Hummer H2-Search-and-Rescue-Rettungswagen.
Neu dabei sind Skids und Mudflap, die „Zwillinge“, die im Vergleich zu den übrigen Autobots noch relativ jung und unerfahren sind und sich häufig streiten. Zu Beginn des Films verwandeln sich die beiden noch gemeinsam in einen Eiswagen, später verwandelt sich Skids dann in einen Chevrolet Beat (der Prototyp des Chevrolet Spark) und Mudflap in einen Chevrolet Trax. Die beiden tragen zwar die Namen früherer Transformers-Figuren, haben jedoch ansonsten keine Gemeinsamkeiten mit diesen.

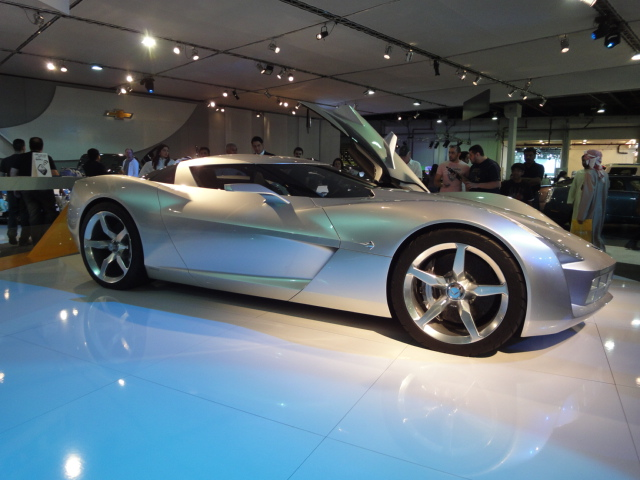
Die nur als Konzeptfahrzeug existierende neue Chevrolet Corvette Stingray ist im Film die Tarnform des Autobots Sideswipe.

Sideswipe ist der Soldat unter den Autobots und verwandelt sich in eine neue Chevrolet Corvette Stingray Concept Design. Er hilft unter anderem dabei, Sideways in Shanghai zu töten. In der Originalserie verwandelte sich Sideswipe noch in einen Lamborghini Countach und hatte einen Zwillingsbruder namens Sunstreaker.
Arcee ist ein „weiblicher“ Autobot, der aus drei unabhängig voneinander agierenden Robotern besteht, die sich alle drei in Motorräder verwandeln, eine Ducati 848, eine Suzuki B-King und eine MV Agusta F4. Die Motorräder wurden für den Film von der Firma Retro SBK modifiziert und lackiert. Einer der Roboter wird am Ende des Films zerstört, ein anderer schwer beschädigt. Ursprünglich war geplant, dass die drei Roboter im Film über ein kollektives Bewusstsein verfügen und sich zu einem großen Roboter verbinden können, jedoch wurde diese Idee später wieder verworfen. In Hasbros Spielzeugserie werden die Roboter als eigenständige Figuren charakterisiert, von denen eine „Arcee“ heißt und die beiden anderen die Namen „Chromia“ und „Elita-1“ tragen. Die holografischen Fahrerinnen zu Beginn des Films werden von Erin Naas, bekannt als Model aus der amerikanischen Spielshow Deal or No Deal, verkörpert. Die Original-Arcee hatte ihren ersten Auftritt im Zeichentrickfilm The Transformers: The Movie aus dem Jahr 1986 und verwandelte sich in einen futuristischen Sportwagen. Ursprünglich war Arcee bereits für den ersten Teil vorgesehen. Für Die Rache wurde das ursprüngliche Filmdesign jedoch nicht verwendet.
Jolt verwandelt sich in einen blauen Chevrolet Volt (die Basis des Anfang 2012 erschienenen Opel Ampera) und ist im Film nur ganz kurz zu sehen, so hilft er unter anderem Ratchet dabei, Optimus Prime mit den Überresten Jetfires zu verbinden. Genau wie Skids und Mudflap wurde auch Jolt für den Film neu erfunden und verwendet lediglich den Namen früherer Transformers-Figuren.

### Überläufer

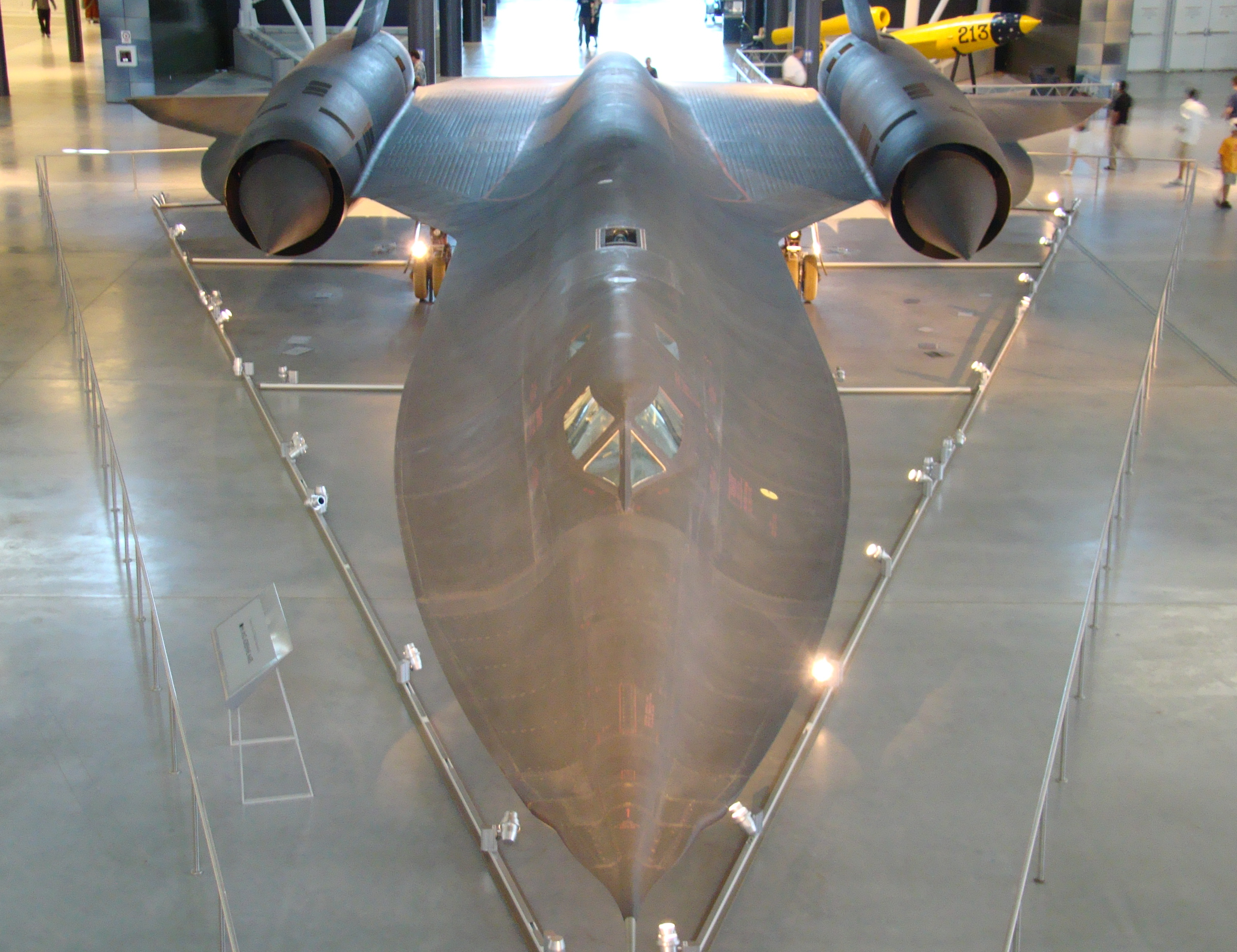
Bei der Lockheed SR-71 im Smithsonian National Air and Space Museum handelt es sich im Film um einen Transformer namens Jetfire.

Jetfire ist im Film ein sehr alter Transformer. Als „Sucher“ („Seeker“) kam er vor langer Zeit auf die Erde und lagerte später im deaktivierten Zustand, getarnt als Lockheed SR-71 Blackbird, im Smithsonian National Air and Space Museum, bis er von Sam wieder zum Leben erweckt wird. Obwohl er ursprünglich zu den Decepticons gehörte, hat er die Seiten gewechselt und unterstützt trotz seines schlechten Zustandes die Autobots. Am Ende opfert er sein Leben, damit Optimus Prime Teile von ihm als eine Art Rüstung für den Kampf gegen The Fallen verwenden kann. In den verschiedenen Transformers-Serien verwandelte sich Jetfire in diverse fiktive und existierende Jets, in der ursprünglichen Comic- und Zeichentrickserie (in letzterer unter dem Namen „Skyfire“) war er zudem genau wie im Film ursprünglich ein Decepticon, der jedoch bald die Seiten wechselte. Eine körperliche Verbindung Optimus Primes mit Jetfire war dagegen erstmals in der Serie Transformers: Armada zu sehen, während die Darstellung Jetfires als „altersschwacher“ Roboter speziell für Die Rache erdacht wurde.
Wheelie alias Wheels (im Nachspann und im Audiokommentar der Drehbuchautoren auf der DVD- und Blu-ray-Fassung des Films wird er „Wheels“ genannt, Hasbros Spielzeugfiguren zum Film tragen dagegen den Namen „Wheelie“, den auch Michael Bay in seinem Audiokommentar benutzt) ist einer der Kundschafter der Decepticons und soll, getarnt als Spielzeug-Pick-up, den Splitter des Allsparks aus Mikaelas Obhut stehlen. Dabei wird er jedoch gefangen genommen, und als er von Jetfire erfährt, dass er die Wahl hat, wechselt er die Seiten und schließt sich den Autobots an. Außer dem Namen hat Wheelie wenig mit seinem Vorbild aus der Originalserie gemeinsam. In der deutschen Synchronfassung des Films wird er „Wheeler“ genannt.

### Decepticons
The Fallen ist der neue Hauptgegner im Film. Als einer der ersten Transformers verriet er vor Tausenden von Jahren seine „Brüder“, die Primes, in der Absicht, die Sonne der Erde zu vernichten. Seine Verwandlungsform, eine Art außerirdisches Flugzeug, ist im Film nur kurz zu sehen. Laut Darsteller Shia Labeouf ist das Verhältnis zwischen Megatron und The Fallen mit dem Verhältnis zwischen Darth Vader und dem Imperator aus Star Wars zu vergleichen, während Produzent Lorenzo di Bonaventura Parallelen zwischen The Fallen und Judas Ischariot sieht. Die ursprüngliche Version von The Fallen wurde 2003 für die Comic-Miniserie Transformers: The War Within (vol. 2) – The Dark Ages aus dem Verlag Dreamwave Productions erschaffen, erst Jahre später veröffentlichte Hasbro auch eine Spielzeugfigur, die der Comicfigur nachempfunden war und sich in einen futuristischen Panzer verwandelte.
Megatron, der machthungrige Anführer der Decepticons, wurde am Ende des ersten Teils augenscheinlich getötet, als Sam Witwicky den Allspark-Würfel in seine Brust drückte, wird jedoch in Die Rache mit Hilfe eines Splitters des Würfels wieder zum Leben erweckt. Im ersten Teil verwandelte sich Megatron noch in eine Art außerirdischen Jet, in Die Rache nunmehr in einen futuristischen, flugfähigen Panzer.
Starscream, Megatrons Stellvertreter, überlebte als einer der wenigen Decepticons den ersten Teil und floh während des Nachspanns ins All. Nach wie vor verwandelt er sich in einen F-22 Raptor, der diesmal allerdings mit außerirdischen Symbolen bemalt ist. Im Gegensatz zum ersten Teil wird in Die Rache Megatrons Geringschätzung gegenüber Starscream, die in früheren Transformers-Serien häufig zum Tragen kam, deutlicher herausgestellt.
Soundwave, der Kommunikationsexperte der Decepticons, bleibt den ganzen Film über im Erdorbit und verbindet sich mit einem US-Militär-Satelliten. Die Originalfigur aus dem Jahr 1984 verwandelte sich noch in einen Kassettenrekorder und verfügte in dieser Form über Lakaien, die sich in Kassetten verwandelten. Im Film ist davon nur Ravage geblieben, damals wie heute ein mechanischer Panther, der im Film in Form einer Rakete zur Erde geschickt wird. Soundwave und Ravage waren ursprünglich bereits für den ersten Teil vorgesehen.
Alice (Isabel Lucas) tarnt sich als menschliche College-Studentin und versucht in dieser Form, Sam zu verführen. Die Figur basiert entfernt auf den „Pretender“-Transformers, die Hasbro 1988 einführte. In einer geschnittenen Szene, die in der Comic- und Buchadaption des Films Verwendung findet, wird dies damit erklärt, dass ihre „menschliche“ Form auf einer „Alice im Wunderland“-Attrappe aus einem Freizeitpark basiert.
Die Constructicons verwandeln sich in Baufahrzeuge und können sich zu einem Super-Roboter namens Devastator zusammenschließen. Im Film existieren die Constructicons in mehrfacher Ausführung, wobei nicht deutlich wird, ob es sich bei den Baufahrzeugen, aus denen sich Devastator zusammensetzt, tatsächlich um individuelle Roboter handelt oder dieser sich lediglich in mehrere Fahrzeuge aufteilt, die zugleich auch als Verwandlungsformen für individuelle Roboter dienen. Namentlich bekannt (in einigen Fällen nur über Hasbros Spielzeugfiguren) sind Demolishor und Scavenger, beides O&K/Terex RH400-Hydraulikbagger, wobei Demolishor bereits zu Beginn des Films getötet wird; Rampage, eine Caterpillar D9L-Planierraupe; Mixmaster, ein Mack-Betonmischer; Hightower, ein Kobelco CK2500-Raupenkran; Long Haul, ein Caterpillar 773B-Muldenkipper; Overload, ein Knicklenker-Muldenkipper; sowie Scrapper, ein Caterpillar 992G-Radlader. Demolishor und Rampage werden im Abspann unter ihren Arbeitsnamen „Wheel-Bot“ und „Skipjack“ aufgeführt, obwohl Rampage im Film selbst beim Namen genannt wird. Auch in der Originalserie kamen Devastator und die Constructicons vor, die dort jedoch zum Teil andere Namen trugen. Einer davon, „Bonecrusher“, war bereits im ersten Teil der Name eines Decepticons, der sich in ein Buffalo-MPCV-Minenräumfahrzeug verwandelte. Zwar zählt dieser in den Filmen nicht zu den Constructicons, doch ist in Die Rache ein Doppelgänger Bonecrushers zu sehen, ähnlich den mehrfach auftretenden Constructicons. Der Name „Devastator“ wiederum wurde bereits im ersten Teil von einem Decepticon verwendet, was jedoch sowohl Hasbro als auch die Drehbuchautoren schon damals als „Fehler“ bezeichneten. Hasbros Spielzeugfiguren zum Film hießen damals „Brawl“.
Sideways, ein Audi R8, wird ebenfalls schon zu Beginn des Films getötet. Ähnlich wie einige andere Roboter-Figuren wurde auch Sideways speziell für den Film erfunden und verwendet lediglich den Namen früherer Transformers-Figuren.
Der Doctor, ein spinnenartiger Roboter, ist der „Arzt“ der Decepticons, der Megatron wieder zum Leben erweckt und später Informationen aus Sams Gehirn extrahiert. Er verwandelt sich in ein Mikroskop. Hasbros Spielzeugfigur zum Film trägt den Namen „Scalpel“.
Grindor hat große Ähnlichkeit mit Blackout aus dem ersten Film, verwandelt sich jedoch im Gegensatz zu diesem nicht in einen Sikorsky MH-53 Pave Low-Transporthubschrauber, sondern in ein etwas größeres Modell, einen CH-53E Super Stallion. Im Film wird er von Optimus Prime getötet.
Scorponok, ein mechanischer Skorpion, besaß im ersten Film eine symbiotische Verbindung mit Blackout und floh nach einem Kampf gegen die US Air Force in der Wüste von Katar. In Die Rache kehrt er während des Endkampfes in der Wüste von Ägypten zurück, wird jedoch kurz darauf von Jetfire getötet.
Darüber hinaus treten während des Endkampfes zahlreiche namentlich nicht bekannte Decepticons als „Protoformen“ ohne irdische Tarnformen auf.

## Hintergrund

### Entstehung

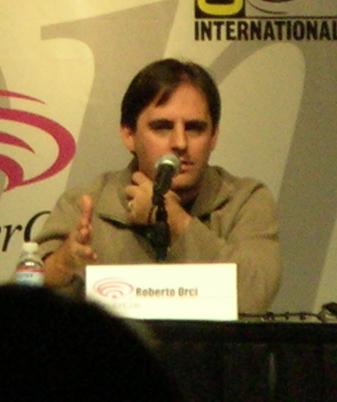
Drehbuchautor Roberto Orci.

Schon am 30. Mai 2007, einen Monat vor der Premiere von Transformers, gab DreamWorks bekannt, zwei Fortsetzungen des Films zu planen. Die Verpflichtung von Megan Fox für die Fortsetzung wurde bereits zwölf Tage zuvor bestätigt, Shia LaBeouf hatte seine Beteiligung sogar schon im November 2006 zugesichert. Regisseur Michael Bay wiederum stellte seine Beteiligung an der Fortsetzung nur einmal im August 2007 kurzzeitig in Frage, als Paramount Pictures bekannt gab, dass Transformers auf HD DVD, jedoch nicht auf dem von Bay bevorzugten Format Blu-ray Disc erscheinen werde.
Paramount kündigte den Film im September 2007 für Juni 2009 an. Das Budget wurde auf 200 Millionen Dollar festgesetzt, 50 Millionen mehr als für den ersten Teil. Letztendlich unterschritt Bay die Summe um 4 Millionen.
Die Drehbuchautoren des ersten Teils, Roberto Orci und Alex Kurtzman, lehnten es zunächst ab, das Drehbuch für die Fortsetzung zu verfassen, änderten ihre Meinung jedoch schließlich. Als Unterstützung für die beiden wurde im Oktober 2007 Ehren Kruger angekündigt, der laut Kurtzman eine „frische Perspektive“ mitbrachte und zudem Regisseur Michael Bay und Hasbro-Geschäftsführer Brian Goldner mit seinem Wissen über die Transformers beeindruckte. Für den Film suchten Orci und Kurtzman in den verschiedenen Transformers-Comics und -Zeichentrickserien nach einem „urbösen“ Gegner und fanden diesen schließlich in der Gestalt einer Figur namens „The Fallen“. Ansonsten wollten die beiden vieles in der Fortsetzung unterbringen, was sie im ersten Film nicht hatten unterbringen können, darunter den Decepticon Soundwave. Auch die „Matrix der Führerschaft“, die in erster Linie aus dem Zeichentrickfilm Transformers – Der Kampf um Cybertron aus dem Jahr 1986 bekannt ist, sollte bereits im ersten Teil eine Rolle spielen, aus Angst vor Verwechslungsgefahr mit den Matrix-Filmen wurde der Würfel damals jedoch in „Allspark“ umbenannt. Die Matrix in Die Rache hat dafür auch mehr Ähnlichkeit mit der Original-Transformers-Matrix.

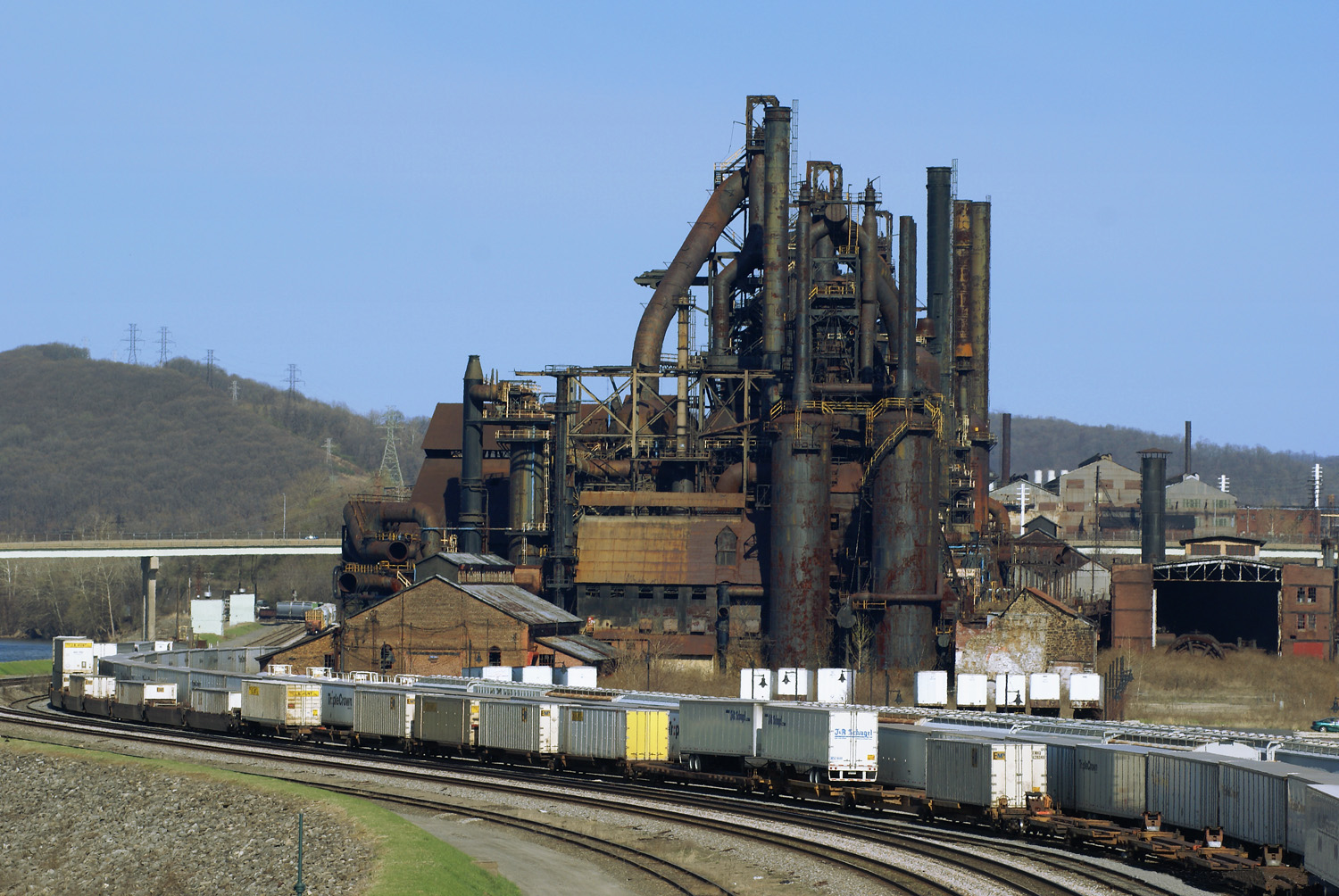
Das Gelände von Bethlehem Steel in Bethlehem, Pennsylvania war der erste Drehort.

Der Autorenstreik in den Vereinigten Staaten verzögerte die Entstehung des Films nicht wesentlich: Orci und Kurtzman reichten noch in der Nacht vor Streikbeginn einen ersten Handlungsentwurf ein, den Bay während des Streiks als Grundlage für die Vorbereitung des Films nutzte. Nach Ende des Streiks setzten Kurtzman, Orci und Kruger ihre Arbeit am Drehbuch basierend auf Bays Änderungen fort. Eine Folge dieser Entwicklung war, dass Michael Bay und Hasbro während dieser Zeit – aufgrund des langen Produktionsvorlaufes der Spielzeugfiguren – einige der im Film neu auftretenden Roboter-Charaktere auswählten, während sie aus rechtlichen Gründen auf Grund des Streiks keine Rücksprache mit den Drehbuchautoren nehmen durften. Die „Zwillinge“ Skids und Mudflap sind Bays Erfindung.

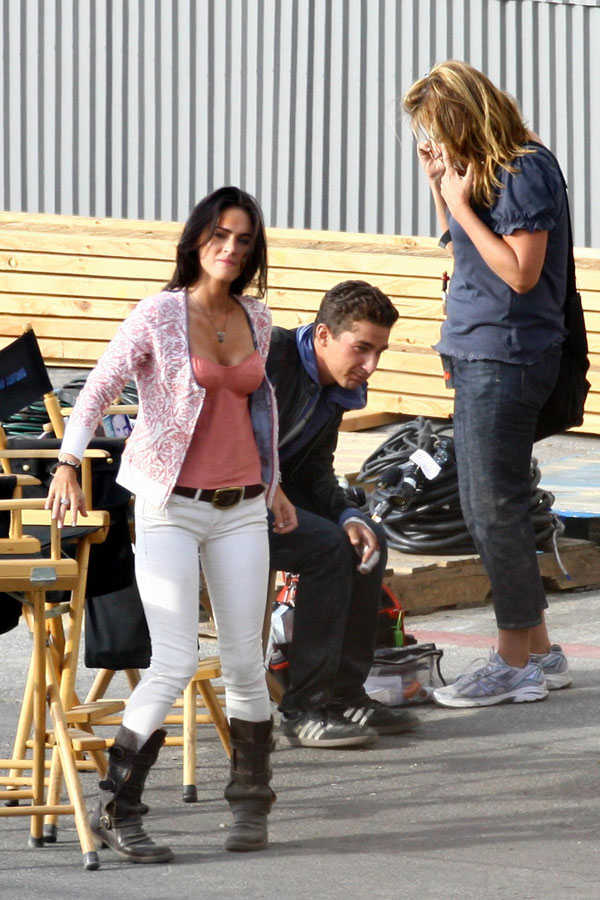
Megan Fox und Shia LaBeouf am Set des Films

Die Dreharbeiten begannen im Juni 2008 in Bethlehem, Pennsylvania. Weitere Drehorte waren Philadelphia, der Campus der Princeton University, Long Beach, die Holloman Air Force Base und die White Sands Missile Range in New Mexico. Auch im Ausland wurde gedreht, so etwa in Ägypten bei den Pyramiden von Gizeh und in Luxor, ferner in Jordanien sowie in Paris. Laut Bay ist Transformers – Die Rache der erste Film seit etwa 30 Jahren, der eine Genehmigung für einen Dreh bei den Pyramiden von Gizeh erhalten hat, und der erste Film, der an der Spitze der Felsenstadt Petra gedreht wurde. Eine Handverletzung, die sich Hauptdarsteller Shia LaBeouf bei einem Verkehrsunfall zuzog, verzögerte die Dreharbeiten nur unwesentlich und wurde in die Handlung des Films eingebaut. Für den Film erhielt Regisseur Michael Bay einen Eintrag ins Guinness-Buch der Rekorde für die größte Explosion auf einem Filmset in Anwesenheit von Darstellern.
Im Vorfeld des Films behauptete Michael Bay, er habe eine groß angelegte Desinformationskampagne in die Wege geleitet, um zu verhindern, dass Details zum Inhalt vorab an die Öffentlichkeit dringen. Tatsächlich war es am Ende in erster Linie Bay selbst, der Fehlinformationen verbreitete und damit den Aussagen von ebenfalls (mittelbar) am Film beteiligten Drittparteien – etwa Hasbro oder den Comicautoren von IDW Publishing – widersprach. Beispielsweise gab Bay nur sehr zögerlich und schrittweise zu, dass Megatron im Film auftreten werde. Ferner behauptete General Motors, bei einem am Set gesichteten Chevrolet Volt (im Film der Autobot Jolt) handle es sich nicht um einen Transformer.
Die Roboterform des Constructicons Long Haul wurde von Josh Nizzi entworfen und im Internet veröffentlicht, bevor er als Roboter-Designer für den Film angeworben wurde. Die Roboterform im fertigen Film ist nahezu identisch mit Nizzis Originalentwurf. Nizzi steuerte auch mehrere Coverabbildungen für die Begleitcomics von IDW Publishing bei.

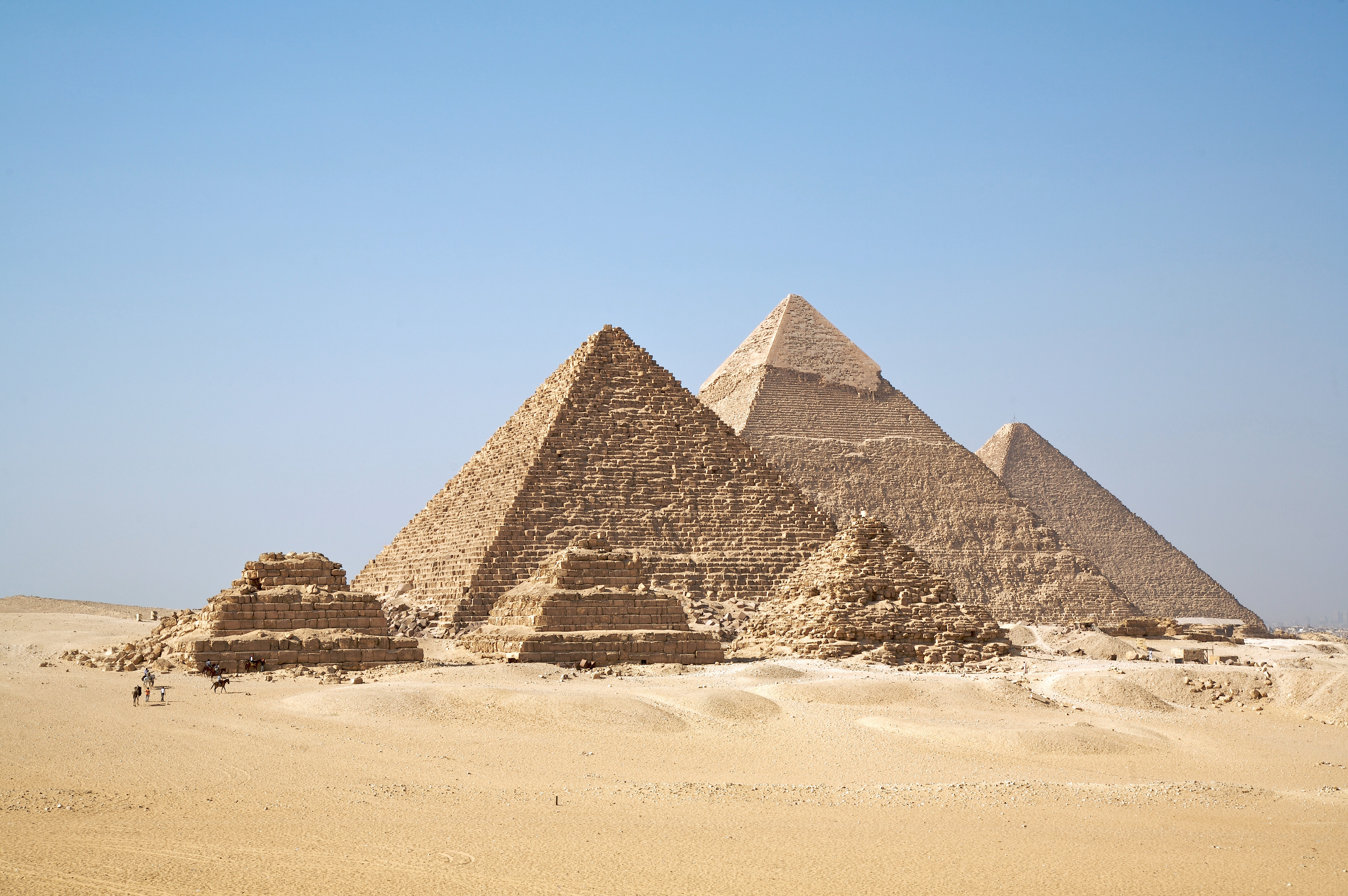
Die Pyramiden von Gizeh dienten als Schauplatz für das große Finale.

Im April 2009 bestätigte Roberto Orci, dass der Zeichentricksprecher Frank Welker als Sprecher des Decepticons Soundwave verpflichtet wurde, den er bereits in der Original-Transformers-Zeichentrickserie aus den 1980er-Jahren gesprochen hatte. Welker war zuvor bereits für den ersten Teil als Stimme Megatrons in Betracht gezogen worden, jedoch hatte Bay seinerzeit am Ende Hugo Weaving den Vorzug gegeben. Welker, der in US-amerikanischen Zeichentrickproduktionen häufig Tierlaute und andere nicht artikulierte Stimmen übernimmt, spricht in der Originalfassung von Die Rache nicht nur die Rolle des Soundwave, sondern ist auch für die Laute von Devastator, Grindor und der Ravage-Drohne (alias „Reedman“) verantwortlich. Zudem ist er auch in vielen internationalen Synchronfassungen des Films als Soundwave zu hören, unter anderem in der italienischen Version.
Ursprünglich war geplant, dass Leonard Nimoy, der in der Originalfassung des Zeichentrickfilms Transformers – Der Kampf um Cybertron die Rolle des Galvatron gesprochen hatte, in Die Rache die Rolle von The Fallen sprechen sollte. Regisseur Michael Bay zögerte jedoch, Nimoy, der mit Bays Cousine Susan verheiratet ist, mit dem Angebot einer für dessen Verhältnisse gering bezahlten Rolle zu „beleidigen“. Obwohl Nimoy laut eigener Aussage einem Angebot Bays nicht abgeneigt war, wurde daraus am Ende nichts, und The Fallen wird in der Originalfassung von Die Rache stattdessen von Tony Todd gesprochen.
Mikaelas Hund, ein Mastiff, wird von Michael Bays eigenem Hund Bonecrusher verkörpert. Benannt wurde er nach dem Decepticon Bonecrusher aus dem ersten Film. In Die Rache spricht Mikaela ihn mit dem Spitznamen „Boney“ an.

### Sponsoren und Partner bei der Produktion
Genau wie schon beim Vorgängerfilm wurde die Produktion von Transformers – Die Rache wieder von den Streitkräften der Vereinigten Staaten, dem Spielzeughersteller Hasbro und anderen Unternehmen, die im Film zum Teil auch Produktplatzierungen unterbringen ließen, unterstützt.
General Motors stellte auch diesmal mehrere Fahrzeuge zur Verfügung. Die neu entwickelten Automodelle, die als Fahrzeugformen für die neu hinzugekommenen Autobots dienen, stammen diesmal ausnahmslos von der GM-Tochter Chevrolet. Insgesamt stellte Chevrolet 67 Fahrzeuge zur Verfügung, davon 52 nicht für den Verkauf bestimmte Prototypen. Infolge der Wirtschaftskrise reduzierte General Motors jedoch im April 2009 die finanzielle Unterstützung des Films. Die Schokolinsen-Marke M&M’s sprang kurzerhand als Ersatz ein und ist neben der Fast-Food-Kette Burger King, die schon am ersten Film beteiligt war, einer der prominenten Werbepartner im Vorfeld des Films. Weitere Werbepartner sind Cisco, LG, Kmart, 7-Eleven und IMAX. Im Gegenzug gibt es wie schon zum Vorgängerfilm eine längere IMAX-Fassung von Die Rache. Als einziger Autohersteller außer General Motors konnte Audi seinen R8 im Film platzieren, als Verwandlungsform des Decepticons Sideways. Vermittelt wurde die Kooperation durch die Marketingagentur Propaganda Global Entertainment Marketing. Allerdings wurde keine von Hasbros Spielzeugumsetzungen von Sideways von Audi lizenziert.
Der Film erhielt auch eine größere Unterstützung durch das amerikanische Verteidigungsministerium als der parallel produzierte Film zur Hasbro-Serie G.I. Joe, G.I. Joe – Geheimauftrag Cobra. Eigentlich war vorgesehen, dass auch deutsche Bundeswehrsoldaten im Film auftreten, jedoch verweigerte die Bundesregierung die Kooperation.
Michael Bay schätzt, dass die Produktion des Films ohne die Unterstützung durch General Motors und die Streitkräfte der Vereinigten Staaten zehn Millionen Dollar mehr als die tatsächlich benötigten 195 Millionen gekostet hätte. Bay erhält seinerseits einen achtprozentigen Anteil an Hasbros Einnahmen der Spielzeugfiguren zu den Transformers-Filmen. Zeitgleich mit dem Kinodebüt von Die Rache meldete General Motors, dass die Verkäufe des Chevrolet Camaro, in den sich Bumblebee im Film verwandelt, so gut seien, dass man mit der Sättigung der Nachfrage kaum nachkomme, obwohl der Wagen vielerorts über dem Listenpreis verkauft werde. Ein direkter Zusammenhang mit dem Film stelle aber eine bloße Vermutung dar. Hasbro konnte für das zweite Quartal 2009 in den Vereinigten Staaten und Kanada einen Anstieg der Einnahmen auf 490,9 Millionen US-Dollar gegenüber 467,7 Millionen im Vorjahr verbuchen, was in erster Linie auf filmbasierte Spielzeugreihen wie Transformers und G.I. Joe zurückgeführt wurde. International sanken die Einnahmen dagegen auf 276,2 Millionen US-Dollar gegenüber 293,7 Millionen im Vorjahr. Als primärer Grund hierfür wird ein stärkerer Dollarkurs angeführt, wobei Transformers- und G.I.-Joe-Spielzeuge auch international zu den größten Verkaufserfolgen zählen. Im dritten Quartal blieben die Einnahmen sowohl in den Vereinigten Staaten und Kanada als auch international hinter den Vergleichswerten des Vorjahres zurück, jedoch stiegen die Einnahmen aus dem Entertainment- und Lizenzsektor von 18,3 Millionen US-Dollar im Jahr 2008 auf 41,6 Millionen im Jahr 2009, was erneut primär auf die Marken Transformers und G.I. Joe zurückgeführt wurde. Insgesamt zählen die Transformers-Spielzeuge zu den Produkten, die trotz der Rezession infolge der Wirtschaftskrise weiter florierten.

### Synchronisation
Die deutsche Synchronisation des Films übernahm wieder die Interopa Film GmbH aus Berlin. Das Dialogbuch stammt von Tobias Meister, der auch die Dialogregie übernahm. Sämtliche wiederkehrenden Rollen werden von denselben Synchronsprechern wie im ersten Teil gesprochen. Im deutschen Nachspann wird außerdem irrtümlich der Originalsprecher Frank Welker als deutsche Synchronstimme von Soundwave genannt, der tatsächliche Sprecher ist aber Horst Lampe.
| Rolle                | Schauspieler         | Deutscher Synchronsprecher |
| -------------------- | -------------------- | -------------------------- |
| Sam Witwicky         | Shia LaBeouf         | David Turba                |
| Mikaela Banes        | Megan Fox            | Luise Helm                 |
| Major William Lennox | Josh Duhamel         | Dennis Schmidt-Foß         |
| Sergeant Robert Epps | Tyrese Gibson        | Tobias Kluckert            |
| Leo Spitz            | Ramón Rodríguez      | Ozan Ünal                  |
| Seymour Simmons      | John Turturro        | Stefan Fredrich            |
| Ron Witwicky         | Kevin Dunn           | Frank-Otto Schenk          |
| Judy Witwicky        | Julie White          | Katharina Koschny          |
| Theodore Galloway    | John Benjamin Hickey | Bernd Vollbrecht           |
| General Morshower    | Glenn Morshower      | Kaspar Eichel              |
| Alice                | Isabel Lucas         | Luisa Wietzorek            |
| Graham               | Matthew Marsden      | Frank Schaff               |
| Professor R.A. Colan | Rainn Wilson         | David Nathan               |

#### Transformers

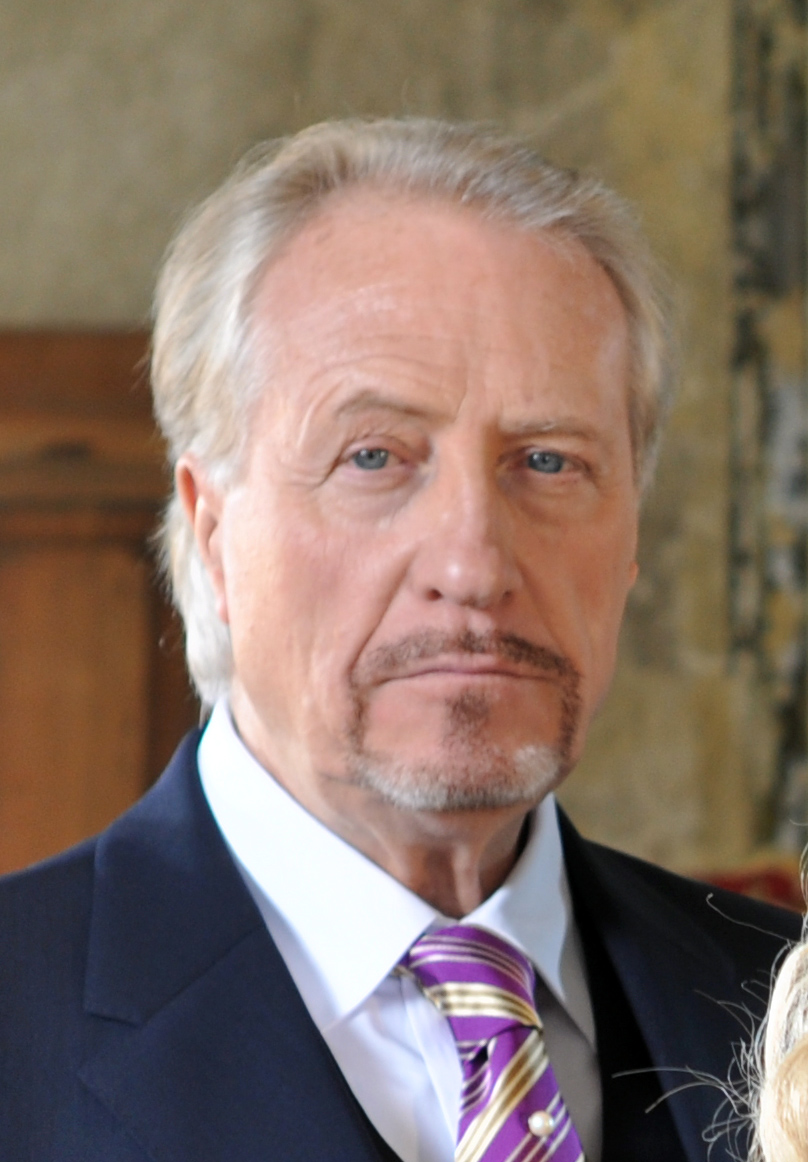
Reiner Schöne, die deutsche Synchronstimme von Optimus Prime.

| Rolle         | Originalsprecher | Deutscher Sprecher                                                                                 |
| ------------- | ---------------- | -------------------------------------------------------------------------------------------------- |
| Optimus Prime | Peter Cullen     | Reiner Schöne                                                                                      |
| Megatron      | Hugo Weaving     | Hans-Jürgen Wolf                                                                                   |
| The Fallen    | Tony Todd        | Bert Franzke                                                                                       |
| Bumblebee     | Mark Ryan        | verschiedene, u. a. Dietmar Wunder, Thomas Nero Wolff, Sebastian Schulz, Tobias Meister, Uli Krohm |
| Jetfire       | Mark Ryan        | Engelbert von Nordhausen                                                                           |
| Ironhide      | Jess Harnell     | Oliver Siebeck                                                                                     |
| Ratchet       | Robert Foxworth  | Jan Spitzer                                                                                        |
| Arcee         | Grey DeLisle     | Martina Treger                                                                                     |
| Skids         | Tom Kenny        | Michael Pan                                                                                        |
| Mudflap       | Reno Wilson      | Gerald Schaale                                                                                     |
| Soundwave     | Frank Welker     | Horst Lampe                                                                                        |
| The Doctor    | John DiCrosta    | Santiago Ziesmer                                                                                   |
| Starscream    | Charles Adler    | Axel Lutter                                                                                        |

## Promotion und andere Medien
Genau wie der Vorgängerfilm wurde auch Transformers – Die Rache auf vielfältige Weise beworben:
Hasbro und das japanische Partnerunternehmen Takara Tomy (Tomy außerhalb Japans) entwickelten und veröffentlichen ab Mai 2009 gemeinsam die obligatorische Spielzeugserie. Genau wie schon im Falle der Spielzeugreihe zum ersten Film umfasst auch die Spielzeugreihe zu Die Rache neben den Film-Robotern zahlreiche Figuren, die nicht im Film auftreten. Bei den Spielzeugfiguren handelt es sich zum Teil um komplett neu entwickelte Figuren, zum Teil aber auch um Neuauflagen bzw. Varianten von Figuren zum ersten Teil. Genau wie schon im Falle der Spielzeugreihe zum ersten Teil reicht Hasbros Produktpalette auch diesmal von „klassischen“ verwandelbaren Figuren über aufwändig gestaltete Figuren für ältere Sammler bis hin zu Rollenspiel-Zubehör und vergleichsweise einfach gestalteten Spielzeugen, die auf eine jüngere Zielgruppe abzielten. Die Mindestaltersempfehlung liegt in einigen Fällen bei gerade mal drei Jahren. Erstmals gibt es zudem auch Action-Figuren zu einigen der menschlichen Rollen im Film. In Großbritannien waren die Transformers mit Einnahmen von insgesamt 2,6 Millionen britischen Pfund die erfolgreichste Spielzeugserie des Monats Juli 2009 und nahmen so einen Anteil von 33 Prozent im Actionfiguren-Sektor ein. Viele der Spielzeuge waren auch in Deutschland unter dem Originaltitel Transformers: Revenge of the Fallen erhältlich, allerdings häufig mit deutlicher Verzögerung gegenüber den Veröffentlichungen in den Vereinigten Staaten. Auch im Jahr 2010 erschienen noch neue, an den Film angelehnte Spielzeugfiguren sowie Varianten bereits erschienener Figuren.
Der amerikanische Comicverlag IDW Publishing veröffentlichte bereits im Vorfeld des Films zwei Comic-Miniserien mit den Titeln Transformers: Alliance und Transformers: Defiance, die beide eine Vorgeschichte zur Filmhandlung darstellen. Alliance knüpft dabei inhaltlich an die Miniserie The Reign of Starscream, eine Comic-Fortsetzung des ersten Films, an. Eine vierteilige Comicadaption von Die Rache erschien ebenfalls bei IDW, ferner erschien 2009 eine sechsteilige Miniserie mit dem Titel Tales of the Fallen. Eine weitere sechsteilige Miniserie mit dem Titel Nefarious erschien im Jahr 2010. Sämtliche Miniserien liegen mittlerweile zudem auch in Form von Sammelbänden vor.
Der Verlag Del Rey Books, ein Imprint des zu Random House gehörenden Verlags Ballantine Books, veröffentlichte Ende April 2009 erneut eine weitere Vorgeschichte der Filmhandlung von Autor Alan Dean Foster mit dem Titel Transformers: The Veiled Threat. Die ebenfalls von Foster verfasste Romanadaption der Filmhandlung erschien Mitte Mai 2009. Zwei weitere Bücher für jüngere Leser, Transformers: Revenge of the Fallen: The Junior Novel sowie Transformers: The Last Prime, erschienen bei HarperEntertainment, einem Imprint des Verlags HarperCollins. Dorling Kindersley wiederum veröffentlichte das Buch Transformers: Revenge of the Fallen: The Movie Universe.
Die Videospiel-Umsetzung des Films stammt erneut von Activision und ist seit Juni 2009 für die Nintendo Wii, die PlayStation 2, die PlayStation 3, die Xbox 360 und PCs mit DVD-ROM-Laufwerken erhältlich. Weitere Spiele erschienen zudem für die PlayStation Portable und den Nintendo DS. Im Gegensatz zu den Comics und Büchern erschienen die Spiele auch in Deutschland.
Wie schon zum ersten Film gab es auch zu Die Rache wieder ein Alternate Reality Game, das diesmal aus den zwei miteinander „konkurrierenden“ Webseiten namens The Real Effing Deal und Giant Effing Robots, die auch im Film genannt werden, besteht.
Der Soundtrack zum Film, Transformers: Revenge of the Fallen: The Album, erschien am 19. Juni 2009 und ist abermals ein Sampler mit Stücken von Bands wie Staind, Linkin Park, Green Day, The Fray oder Nickelback. Titelsong des Films ist „New Divide“ von Linkin Park, der auch als Single erschien. Die eigentliche Filmmusik mit den von Steve Jablonsky komponierten orchestralen Stücken erschien am 26. Juni 2009. Hans Zimmer war Produzent des Scores, Nick Glennie-Smith dirigierte das Orchester.
Ab Januar 2010 veröffentlichte Hasbro etwa einmal monatlich eine dreizehnteilige, von TG Studios produzierte computeranimierte Webserie namens Cyber Missions, die eine lose Fortsetzung der Filmhandlung darstellt. Neben den Filmfiguren traten auch weitere Charaktere aus Hasbros Spielzeugserie zum Film auf. Die Cyber Missions wurden ursprünglich auf Hasbros offizieller Webseite als Stream angeboten, seit Oktober 2010 auch auf der Webseite des neuen Fernsehsenders The Hub, zu dessen Eigentümern Hasbro gehört.

## Rezeption

### Finanzieller Erfolg
Weltpremiere feierte Transformers – Die Rache am 8. Juni 2009 in Tokio, Japan. Offizieller Filmstart in Japan war der 20. Juni 2009, in Großbritannien bereits am 19. Juni. In beiden Ländern belegte der Film am Startwochenende den ersten Platz der Kinocharts und spielte in Großbritannien 14,1 Millionen US-Dollar ein, in Japan 5,8 Millionen. Das Einspielergebnis des Startwochenendes des ersten Teils wurde damit in Großbritannien um 71 Prozent übertroffen, in Japan immerhin um 13 Prozent.
In den Vereinigten Staaten startete der Film am 24. Juni und spielte als Mitternachtspremiere 16 Millionen Dollar ein. Das war der zweitbeste Wert für eine solche Vorstellung nach The Dark Knight (18,5 Mio. Dollar), der allerdings von Donnerstag auf Freitag anlief. Der Film wurde in rund 3000 Kinos um 00:01 Uhr gezeigt. Zum Wochenende wurde die Kopienzahl auf 4226 ausgeweitet. Die Deutschlandpremiere erfolgte am 14. Juni, der offizielle Filmstart in Deutschland war ebenfalls der 24. Juni.
Nach fünf Tagen spielte der Film weltweit 387 Millionen US-Dollar ein. Mit einem Einspielergebnis von 14,4 Millionen US-Dollar in 169 IMAX-Kinos erbrachte der Film innerhalb von fünf Tagen die größte Summe vor Harry Potter und der Orden des Phönix mit 7,3 Millionen. In den Vereinigten Staaten spielte der Film im gleichen Zeitraum 201,2 Millionen US-Dollar ein. Neben The Dark Knight (203,8 Millionen US-Dollar) ist Die Rache somit der einzige Film, der die 200-Millionen-Dollar-Grenze innerhalb von fünf Tagen durchbrach. In China löste Die Rache mit einem Einspielergebnis von über 58,8 Millionen US-Dollar Titanic (37 Millionen US-Dollar) als erfolgreichsten Film ab.
In den Vereinigten Staaten spielte der Film insgesamt über 402 Millionen US-Dollar ein, fast 83 Millionen mehr als im Falle des ersten Teils, und ist damit der zweiterfolgreichste Kinofilm des Jahres 2009 nach Avatar. Weltweit spielte Die Rache insgesamt 836,3 Millionen US-Dollar ein, über 125 Millionen mehr als der erste Teil insgesamt, und belegt damit Platz 4 der erfolgreichsten Kinofilme des Jahres 2009. Insgesamt besetzt er in der Liste der erfolgreichsten Filme ohne Inflationsbereinigung Platz 98 (Stand: 19. April 2025).
In Deutschland sahen den Film insgesamt über 1,9 Millionen Besucher, über 390.000 mehr als den ersten Film insgesamt. Der Film belegt damit Platz 20 der erfolgreichsten Filme in Deutschland für das Jahr 2009. Das Einspielergebnis in Deutschland beträgt insgesamt über 20,3 Millionen US-Dollar, über sechs Millionen mehr als der erste Teil insgesamt einspielte.

### Kritiken
Die Kritiken waren überwiegend negativ, mehr noch als im Falle des Vorgängerfilms.
In der Filmzeitschrift Widescreen fassten die Redakteure Sünderhauf und Buchta den Film als „jede Menge Lärm und ein riesiger Haufen Schrott“ zusammen. „Zu albern, zu platt, zu lang“ sei der Film, enthalte „zwei Stunden lang peinlichste vorpubertäre Kindereien ohne jede Notwendigkeit, dümmliche Dialoge eindimensionaler Figuren und eine sehr konstruiert wirkende Geschichte“. Kritisiert wurde ferner auch die „militaristische Glorifizierung“, und letztendlich könnten „auch in der eigentlichen Domäne dieses Filmemachers, dem Action-Genre, nur ganz wenige Szenen wirklich überzeugen.“ Hanns-Georg Rodek bezeichnete Regisseur Michael Bay auf Welt Online als „Militärfetischist[en]“, der unverhohlen die Militärindustrie zelebriere: „Kahl- und Kurzgeschorene posieren martialisch, Hubschrauber patrouillieren vor der untergehenden Sonne, und im Schlussbild stehen auf einem Riesenflugzeugträger Mensch und (gute) Maschine pathetisch nebeneinander, in unverbrüchlicher Kampfgemeinschaft gegen die bösen Metallpakete.“ Sein Fazit: „Dieser Film fordert von uns einfach nur Unterwerfung.“
Bert Rebhandl von der Frankfurter Allgemeinen Zeitung kritisierte auch die Darstellung der weiblichen Rollen: „Sexismus und Monogamie passen bei Michael Bay perfekt zusammen, die Ironie seiner Geschlechterpolitik ist so subtil wie der Gebrauch der Farbfilter, mit denen er die Schweißperlen von Megan Fox hervorhebt.“ Als Fazit erkennt er in Die Rache die „Quintessenz des neueren Blockbusterkinos“.
Das Urteil von Filmstarts.de fiel gemischt aus: Habe bei Transformers „[d]ie Mischung aus Humor und Action, aus Robotern und Schauspielern, aus bombastischen Effekten und Verschnaufpausen […] auf den Punkt genau“ gestimmt, so „verfällt Pyromane Bay [mit Die Rache] wieder in alte Verhaltensmuster: Es knallt doppelt so laut und drei Mal so häufig wie im Vorgänger, aber es interessiert den Zuschauer nur noch halb so sehr“, und das „unglaubliche Staunen angesichts der imposanten Zerstörungswut des Filmemachers [weicht] irgendwann gepflegter Langeweile“. Zudem seien „viele Rollen einfach doppelt besetzt […] und zwar einmal von einem Transformer und einmal von einem Schauspieler aus Fleisch und Blut“. Insgesamt sei der Film „pure Gigantomanie“ und „mindestens eine gute halbe Stunde zu lang“.
Positiver fiel das Urteil von Kino.de aus: „Die Spielfreude, mit der Regisseur Bay ein Inferno an Actionelementen entfesselt, ist in ihrer Exzessivität geradezu atemberaubend.“ Gelobt wurden auch die „humoristischen [Elemente], die bereits den Vorgänger über eine reine Effektorgie hinaus gehoben hatten“, ferner die Darsteller Shia LaBeouf und Megan Fox, die sich „schauspielerisch noch weiter entwickelt haben“, sowie die „spektakuläre Fortschritte“ der Tricktechnik, dank derer die Transformers zu „gleichwertigen Partnern der menschlichen Akteure“ würden. Die Kritik schließt mit dem Fazit: „Nicht weniger ist mehr, sondern mehr ist mehr.“
Die Hauptdarsteller Shia LaBeouf und Megan Fox äußerten ebenfalls Kritik am Film. In der US-amerikanischen Talkshow The Early Show bemängelte Fox bereits im Juni 2009, dass sie den Film nicht verstanden habe, obwohl sie das Drehbuch gelesen, im Film mitgespielt und sich den fertigen Film angesehen habe. LaBeouf bemängelte im Rahmen der Internationalen Filmfestspiele von Cannes im Mai 2010, dass Die Rache trotz diverser „wilder Stunts“ das Herz fehle und die Beziehungen, über die sich das Publikum mit den Figuren im Film identifizieren kann, zu kurz gekommen seien. Die Schuld dafür gab LaBeouf Regisseur Michael Bay. Bay selbst gestand in einem Interview mit Collider.com im Dezember 2010 Schwächen des Drehbuchs ein, obwohl der Film trotzdem immer noch „unterhaltsam“ sei, machte jedoch den Streik der Drehbuchautoren für viele Probleme verantwortlich. Auch den „Idiotenhumor“ (im Original „dork comedy“) erkannte er als Schwäche an.

### Kontroversen

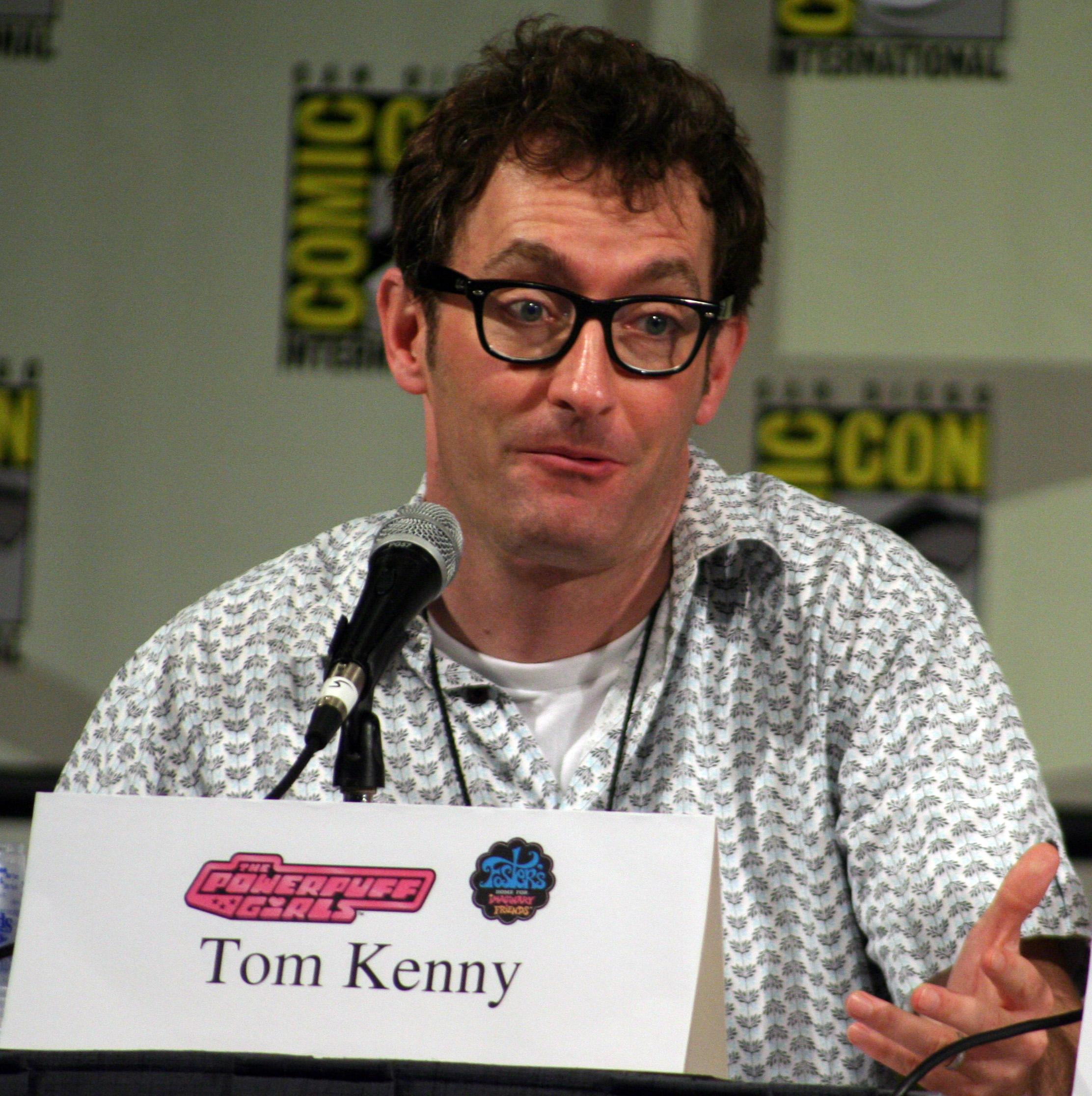
Tom Kenny, der Sprecher von Skids und Wheelie.

In den US-amerikanischen Medien sorgten insbesondere die „Zwillinge“ Skids und Mudflap für Kontroversen, in denen viele Kritiker und Zuschauer glaubten, rassistische Stereotypen ungebildeter afroamerikanischer Jugendlicher wiederzuerkennen. Regisseur Michael Bay sah sich genötigt, zu den Vorwürfen Stellung zu nehmen, und rechtfertigte sich damit, dass die Dialoge und Persönlichkeiten der beiden in erster Linie auf die Improvisation der Originalsprecher Tom Kenny und Reno Wilson zurückgehen. Wilson, der selbst Afroamerikaner ist, reagierte überrascht auf die Vorwürfe und erklärte, seine Darstellung stelle vielmehr eine Parodie auf „Möchtegern-Gangster“ dar. Die Drehbuchautoren Alex Kurtzman und Roberto Orci bestätigten, dass diese Darstellung der Figuren nicht Teil des Drehbuches war und sie die Kritik zumindest nachvollziehen könnten.
Genau wie schon zum ersten Teil reichte eine Lobbyistengruppe, die sich gegen an Kinder gerichtete Werbung ausspricht, auch für Die Rache eine Beschwerde bei der Federal Communications Commission ein, da die dazugehörigen Spielzeuge Hasbros trotz der Altersfreigabe „PG-13“ für den Film selbst im Kinderprogramm im Fernsehen beworben wurden.

### Auszeichnungen
Transformers – Die Rache gewann in den Vereinigten Staaten drei Scream Awards in den Kategorien „Beste Science-Fiction-Schauspielerin“ (Megan Fox), „Beste Spezialeffekte“ und „Bester schauspielerischer Durchbruch“ (Isabel Lucas). Ferner war der Film in der Kategorie „Bester Ton“ für einen Oscar nominiert, konnte diesen jedoch nicht für sich entscheiden.
Der Film wurde in sieben Kategorien für den Negativpreis Goldene Himbeere 2010 nominiert und gewann diesen Preis in drei Kategorien: Schlechtestes Drehbuch, Schlechteste Regie und Schlechtester Film. Die Rache war der Film mit den meisten Nominierungen und auch mit den meisten Auszeichnungen der Veranstaltung.

## Zweitauswertungen und andere Fassungen

### IMAX-Fassung
Nachdem der erste Film 2007 einige Monate nach Kinostart in einer längeren Fassung in IMAX-Kinos gezeigt wurde, plante Michael Bay für Die Rache bereits im Vorfeld eine spezielle IMAX-Fassung ein. Vier zusätzliche Kampfszenen wurden mit speziellen IMAX-Kameras gedreht. Aufgrund eines Exklusivvertrags mit Paramount hatte dies zur Folge, dass Harry Potter und der Halbblutprinz erst ab dem 29. Juli 2009, zwei Wochen nach dem regulären Kinostart, in IMAX-Kinos zu sehen war. Im Gegensatz zum ersten Teil wurde Transformers – Die Rache auch in deutschen IMAX-Kinos gezeigt, allerdings nur die reguläre Kinofassung ohne die zusätzlichen IMAX-Szenen.

### Veröffentlichung auf DVD und Blu-ray Disc
In den Vereinigten Staaten erschien Transformers – Die Rache am 20. Oktober 2009 auf DVD und Blu-ray Disc. Genau wie schon im Falle des ersten Teils gibt es auch diesmal wieder zahlreiche Sondervarianten, die exklusiv bei verschiedenen Ladenketten erhältlich sind, darunter auch wieder eine verwandelbare DVD-Hülle. Die zusätzlichen IMAX-Szenen sind nur auf einer Sonderfassung der DVD und Blu-ray Disc enthalten, die exklusiv in Läden der US-Supermarktkette Walmart erhältlich ist. Innerhalb der ersten 24 Stunden nach Veröffentlichung des Films wurden in den Vereinigten Staaten insgesamt 2 Millionen Exemplare verkauft. Insgesamt belegt Die Rache in den Vereinigten Staaten mit über acht Millionen verkauften Exemplaren und über 191 Millionen US-Dollar Einnahmen Platz 2 der erfolgreichsten DVD-Veröffentlichungen des Jahres 2009.
In Deutschland erschien Die Rache am 9. November 2009 auf DVD- und Blu-ray Disc. Auch in Deutschland gibt es wieder einige Sondervarianten, darunter eine ursprünglich exklusiv bei Müller erhältliche SteelBook-Version der DVD sowie eine exklusiv bei Amazon.de erhältliche verwandelbare Bumblebee-Hülle für die Blu-ray-Fassung. Im Gegensatz zur Blu-ray-Fassung, die auch in der regulären Ausführung einen Audiokommentar und eine Bonus-Disc beinhaltet, sind diese für die DVD-Fassung nur in der SteelBook-Version erhältlich. Die zusätzlichen IMAX-Szenen sind bislang auf keiner deutschen Veröffentlichung enthalten.

## Fortsetzung
Der dritte Teil der Reihe, Transformers 3, wurde mit stereoskopischen 3D-Kameras gedreht und kam 2011 in die Kinos. Regie führte abermals Michael Bay. Megan Fox tritt im dritten Teil nicht mehr als Mikaela auf, Sams Freundin ist nunmehr Carly Spencer, gespielt von Rosie Huntington-Whiteley.